# Mooloolah River
Mooloolah River är ett vattendrag i Australien. Det ligger i delstaten Queensland, omkring 86 kilometer norr om delstatshuvudstaden Brisbane.
Genomsnittlig årsnederbörd är 1 778 millimeter. Den regnigaste månaden är januari, med i genomsnitt 345 mm nederbörd, och den torraste är september, med 40 mm nederbörd.